# アルスラーン・シャー
アルスラーン・シャー（? - 1176年）は、イラン西部とイラクを支配したイラク・セルジューク朝の第8代スルターン（在位：1161年 - 1176年）。

## 生涯
父は第3代スルターンのトゥグリル2世。父は1134年に死去したが、そのときはまだ幼かったため、生母がアゼルバイジャンを領有していた有力なマムルークであるイル・ドュグュズ（イル・ドュグュズ朝）と結婚し、その養育を受けた。イラク・セルジューク朝では内紛が続いていたが、1161年にイル・ドュグュズはスライマーン・シャーを廃してアルスラーンを擁立した。その功績によりドュグュズに大アタベクの称号を与えられ、アルスラーンの治世において重要な役割を果たした。